# Stade national Vassil-Levski
Le stade national Vassil Levski (en bulgare : Национален стадион „Васил Левски“), inspiré du héros national bulgare Vassil Levski, est un des plus grands complexes sportifs de Bulgarie et le plus grand stade du pays. Le stade compte 43 230 sièges et se situe dans le centre de Sofia.
C'est le terrain de jeu de l'équipe nationale de football lors des rencontres à domicile. Le stade est parfois utilisé par le PFK Levski Sofia lors des matchs importants (Coupe d'Europe, derbys...).

## Histoire
Le Stade national Vassil Levski fut officiellement ouvert en 1953 et reconstruit en 1966 et 2002. Il peut actuellement accueillir les finales de la Coupe UEFA. Les matchs à domicile de l'équipe nationale bulgare ainsi que la finale de la coupe bulgare voient leur rencontre s'organiser dans ce stade, ainsi que les compétitions internationales d'athlétisme.
Avant 1944, à l'emplacement de ce stade se trouvait le stade du Levski Sofia. Après l'arrivée au pouvoir des communistes en 1944, le premier stade Levski a été détruit, et sur son emplacement, le Stade national de Bulgarie a été construit.
Le stade peut héberger des salles de judo, gymnastique artistique, basket-ball, boxe, fitness, escrime et ping-pong, aussi bien que des salles de musculation, deux salles de conférence et trois restaurants.
Il a été désigné pour accueillir les cérémonies d'ouverture et de clôture de la candidature de Sofia aux Jeux olympiques d'hiver 2014.

## Événements
- Les Big 4 (Anthrax, Megadeth, Slayer et Metallica) 22 juin 2010
- Finale de la Coupe de Bulgarie de football
- Championnat d'Europe de basket-ball 1957
- Concert de Lepa Brena - 24.07.1990 - 110 000[2]
- Concert de Metallica, 25 juillet 2008[3]
- Concert de Madonna, 29 juillet 2009
- Concert d'AC/DC, 14 mai 2010
- Concert de Lady Gaga (The Born This Way Ball), 14 août 2012 : aura finalement lieu à l'Armeets Arena.

## Galerie

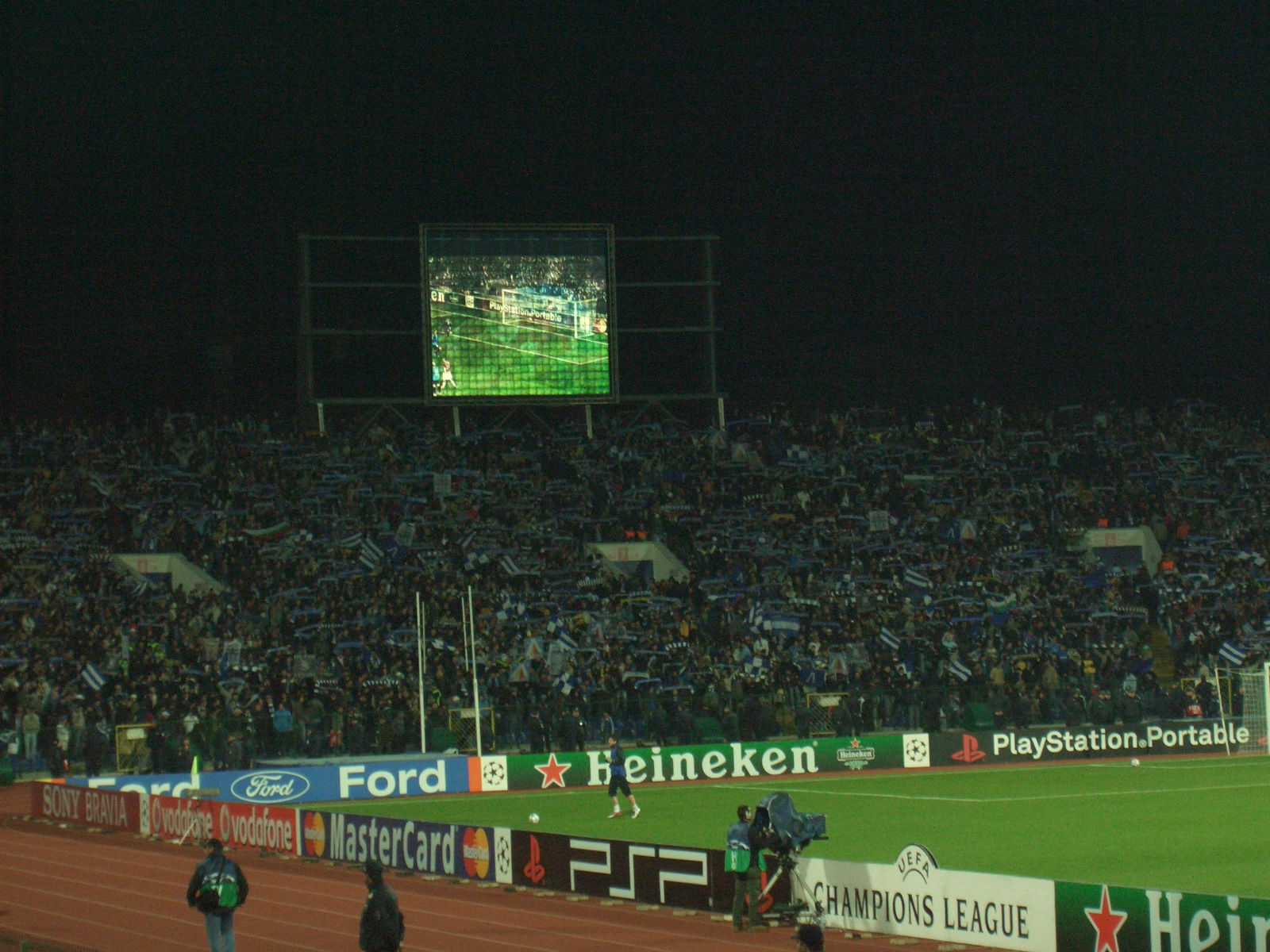
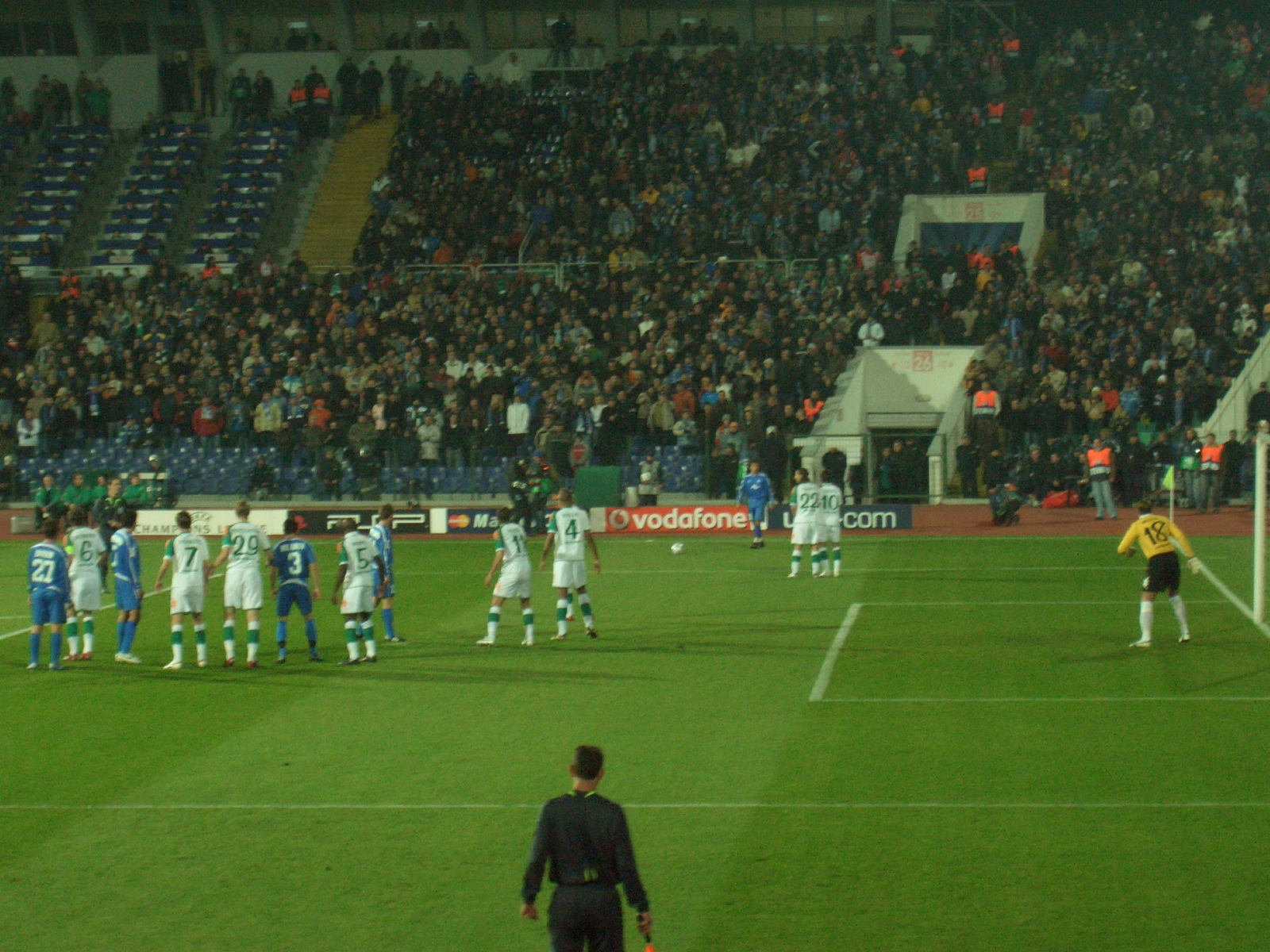
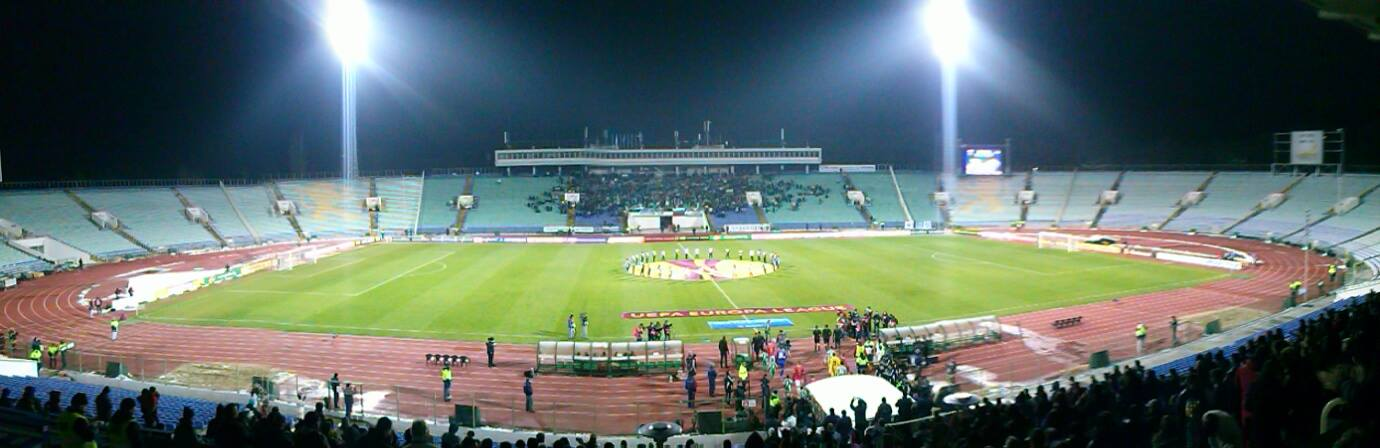